# Bogue Chitto
Bogue Chitto è un centro abitato e un census-designated place (CDP) degli Stati Uniti d'America, situato nelle contee di Neshoba e di Kemper, nello Stato del Mississippi.